# Casinaria japonica
Casinaria japonica är en stekelart som beskrevs av Kusigemati 1980. Casinaria japonica ingår i släktet Casinaria och familjen brokparasitsteklar. Inga underarter finns listade.